# Neonka černá
Neonka černá (Hyphessobrycon herbertaxelrodi) je sladkovodní drobná rybka, tvarově velmi podobná neonce obecné (Paracheirodon innesi), je však poněkud robustnější.

## Popis
Hřbet je nahnědlý až červenohnědý, břicho žlutohnědé až olivově stříbřitě lesklé. Středem těla se od skřelí až ke kořeni ocasní ploutve táhne úzký podélný žlutozelený třpytivý pruh, který končí u začátku ocasní ploutve jako zelenozlatá skvrna. Tento horní pruh je zespodu provázen širším modročerným pruhem, který končí ve střední části ocasní ploutve. Nahoře ohraničuje tento tmavý pruh žlutobílá linka, dolu k bříšku se modročerný pruh rozplývá. Horní polovina duhovky oka je oranžová až svítivě červená. Ploutve jsou bezbarvé nebo jemně nažloutlé, zčásti s bílými špičkami.
Neonka černá je mírumilovná, čilá a hejnová rybka horních a středních vrstev vody. Dorůstá velikosti až 4 cm.
- Sameček je vždy štíhlejší. U samečků zasahuje modročerný pruh při rozrušení až na spodní lalok ocasní ploutve a na celou řitní ploutev.
- Samička je silnější a výrazně plnější v bříšku.

## Rozšíření
Pochází z Jižní Ameriky a přirozenými lokalitami výskytu jsou řeky Paraguay, v Brazílii ve státě Mato Grosso do Sul, zejména řeka Rio Taquari u Coxima a dále v přítocích řeky Rio Negro

## Chov
Minimální velikost nádrže o objemu cca 60 litrů a délce 60 cm.
- Teplota: 23–27 °C
- Kyselost: 5–7 pH
- Tvrdost: 2–8 dGH

Jedná se o další z řady neonek vhodných do společenských nádrží. Vynikne v houfu. Je to skupinová rybka, takže by se měla chovat v početnějším hejnu, minimálně 8 – 10 kusů. Zdržuje se převážně ve středním a horním pásmu nádrže. Vyžaduje větší zarostlé nádrže s tmavým dnem, jemným prouděním vody a s dostatkem prostoru pro pohyb. Nesnáší stísněné prostředí. Je to rybka citlivá na vodu a příliš ostré osvětlení. Vůči tvrdosti vody je odolnější než jiné neonky, ale na kyselost má obdobné nároky. Chováme je ve společnosti druhově podobných, nebo menších rybek, se stejnými požadavky na parametry vody. Dobře se snášejí s tetrami císařskými. Pokud jsou tyto rybky chovány v měkčí a kyselejší vodě, mají výraznější zbarvení (doporučuje se filtrování přes rašelinu, než přímá chemická úprava).
Kromě sušeného krmiva, které přijímají poměrně neochotně, by měly být pravidelně zásobovány živou potravou (buchanky, perloočky, roupice, larvy komárů, nitěnky, apod.).

## Rozmnožování
Nejvhodnějším obdobím pro tření je listopad až květen. Doporučuje se použít malou nádrž o objemu 10 až 15 litrů, bez písku s vloženými jemnolistými rostlinami (bublinatka, parožnatka, apod.) nebo s třecím roštem. Je nutno zachovat sterilní čistotu prostředí.
Tento druh není úplně snadné rozmnožit, neboť vyžaduje specifické nároky. Potřebuje velmi měkkou vodu 0–4 °dKH, přírodní kyselosti nejlépe 5,9 až 6,2 pH a teplotu kolem 26 °C. Pro tření jsou nejvhodnější jedno až dvouleté rybky. Sameček může být i starší. Ne každý sameček je však pro tření vhodný, páry jsou náročnější na výběr partnera a netřou příliš vehementně. Při tření rybky kladou jikry volně do vody. Jikry jsou sklovité, průhledné a drobné. Po výtěru je třeba rodičovský pár ihned odlovit a nádrž zatemnit a tak chránit jikry před škodlivým vlivem světla. Jikry se vyvíjejí v šeru. Škodí jim i silnější otřesy, takže je třeba věnovat pozornost i umístění. Z jednoho výtěru bývá obvykle asi 100 až 200 jiker. Potěr se líhne přibližně za 24 hodin a další dva až čtyři dny pak různě visí po nádrži a tráví žloutkový váček. Jakmile se rozplave, což bývá obvykle do pěti dnů, začne přijímat drobnou jemnou živou potravu (vířníky, nálevníky, trepky, žábronožky solné, příp. mikrami) a rychle roste. Do dvou měsíců je potěr velmi choulostivý na přelovování.
Po 9 až 14 dnech lze stejný pár znovu nasadit do tření.